# Ratchayothin Yotharuck
Ratchayothin Yotharuck (taj. รัชโยธินโยธารักษ; ur. 13 grudnia 1995) – tajski snookerzysta.

## Występy w turniejach w karierze
| Ranking                          | [ i ] | 111 |
| Turnieje rankingowe              |       |     |
| Wuxi Classic                     | A     | WD  |
| Australian Goldfields Open       | A     | WD  |
| Shanghai Masters                 | LQ    | LQ  |
| International Championship       | LQ    | LQ  |
| UK Championship                  | 1R    | 1R  |
| German Masters                   | 1R    | LQ  |
| Welsh Open                       | 1R    | A   |
| Indian Open                      | 2R    | A   |
| Players Championship Grand Final | DNQ   | DNQ |
| China Open                       | LQ    | A   |
| World Championship               | LQ    | A   |
| Non-ranking tournaments          |       |     |
| 6-Red World Championship         | 2R    | RR  |
| Former ranking tournaments       |       |     |
| World Open                       | LQ    | NH  |

1. ↑  Nowi gracze w Tourze nie mają rankingu.

| Legenda tabeli wyników              | Legenda tabeli wyników       | Legenda tabeli wyników                     | Legenda tabeli wyników                                                              | Legenda tabeli wyników                     | Legenda tabeli wyników                     |
| ----------------------------------- | ---------------------------- | ------------------------------------------ | ----------------------------------------------------------------------------------- | ------------------------------------------ | ------------------------------------------ |
| LQ                                  | odpadnięcie w kwalifikacjach | #R                                         | odpadnięcie we wczesnej fazie turnieju (WR = runda dzikich kart, RR = faza grupowa) | QF                                         | przegrana w ćwierćfinale                   |
| SF                                  | przegrana w półfinale        | F                                          | przegrana w finale                                                                  | W                                          | zwycięstwo                                 |
| DNQ                                 | nie zakwalifikował/a się     | A                                          | nie brał/a udziału                                                                  | WD                                         | zrezygnował/a w trakcie turnieju           |
| Legenda oznaczeń w tabelach wyników |                              |                                            |                                                                                     |                                            |                                            |
| NH / Nie roz.                       | NH / Nie roz.                | Turniej nie odbył się.                     | Turniej nie odbył się.                                                              | Turniej nie odbył się.                     | Turniej nie odbył się.                     |
| NR / Nie-rank.                      | NR / Nie-rank.               | Turniej nie był zaliczany jako rankingowy. | Turniej nie był zaliczany jako rankingowy.                                          | Turniej nie był zaliczany jako rankingowy. | Turniej nie był zaliczany jako rankingowy. |
| R / Rank.                           | R / Rank.                    | Turniej był zaliczany jako rankingowy.     | Turniej był zaliczany jako rankingowy.                                              | Turniej był zaliczany jako rankingowy.     | Turniej był zaliczany jako rankingowy.     |
| MR / Minor-Rank.                    | MR / Minor-Rank.             | Turniej był zaliczany jako minor ranking.  | Turniej był zaliczany jako minor ranking.                                           | Turniej był zaliczany jako minor ranking.  | Turniej był zaliczany jako minor ranking.  |